# Anton Sterzl
Anton Georg Sterzl (* 5. Januar 1927 in Waischenfeld, Oberfranken; † 17. Juli 2015) war ein deutscher Philosoph, Historiker, Journalist und Autor. Sterzl war von 1978 bis 1991 Chefredakteur der Aachener Volkszeitung.

## Leben
Sterzl legte sein Abitur im Kriegsjahrgang 1944 am Neuen Gymnasium in Bamberg ab und studierte anschließend Philosophie und Geschichte an der Friedrich-Alexander-Universität Erlangen-Nürnberg. Dort wurde er Mitglied der katholischen Studentenverbindung K. D. St. V. Gothia Erlangen im CV. 1950 wurde er mit nur 23 Jahren mit der Arbeit Romanus-Christianus-Barbarus: Die germanische Landnahme im Spiegel der Schriften des Salvian von Massilia und Victor von Vita. an der philosophischen Fakultät der Universität Erlangen promoviert.
Seine Karriere startete er als Volontär und Feuilletonredakteur beim Bamberger Volksblatt. 1959 wechselte er ins Rheinland zur Kölnischen Rundschau. Dort wurde er 1967 stellvertretender Chefredakteur und 1974 Chefredakteur. Von 1978 bis 1991 war Anton Sterzl Chefredakteur der Aachener Volkszeitung.
Anton Sterzl wurde mit Journalistenpreisen wie dem Theodor-Wolff-Preis (1981) und dem Emil-Dovifat-Preis ausgezeichnet. Am 7. November 1991 erhielt er den Verdienstorden des Landes Nordrhein-Westfalen. Im Jahre 1999 wurde ihm der Medienpreis der Heimatvertriebenen in Bayern verliehen.

## Werke (Auswahl)
- Der Untergang Roms an Rhein und Mosel – Krise, Katastrophe und Kompromiss im zeitgenössischen Denken. Greven, Köln 1978, ISBN 3-7743-0162-X.
- Fränkische Schweiz, Gesichter und Kräfte einer Landschaft. Bayerische Verlagsanstalt, Bamberg 1981, ISBN 3-87052-338-7.
- Das Tolstoi-Haus – Zwischen Krieg und Frieden. Langen-Müller, München 1992, ISBN 3-7844-2398-1.
- Der steinerne Beutel, Innenansichten des sozialen Kunstwerks Waischenfeld. Verlag Fränkischer Tag, Bamberg 1997, ISBN 3-928648-27-6.
- Philosophie für Angeber. Pattloch, Augsburg 1999, ISBN 3-629-00850-X.
- Menschenkinder – Gotteskinder, Arnold Poll, ein Leben für Gott und die Welt. BoD, Norderstedt 2004, ISBN 3-8334-1808-7.